# Odalis Revé
Odalis Revé Jiménez (Sagua de Tánamo, 15 januari 1970) is een voormalig judoka uit Cuba, die haar vaderland tweemaal op rij vertegenwoordigde bij de Olympische Spelen: in 1992 (Barcelona) en 1996 (Atlanta). 
Bij haar olympisch debuut zegevierde de zevenvoudig Cubaans kampioene in de klasse tot 66 kilogram (middengewicht). In de finale was ze te sterk voor de regerend wereldkampioene Emanuela Pierantozzi uit Italië. Vier jaar later wist Revé haar titel niet te prolongeren. In de strijd om het brons verloor ze van de Nederlandse Claudia Zwiers.

## Erelijst

### Olympische Spelen
- – 1992 Barcelona, Spanje (– 66 kg)

### Wereldkampioenschappen
- – 1989 Belgrado, Joegoslavië (– 66 kg)
- – 1991 Barcelona, Spanje (– 66 kg)
- – 1993 Hamilton, Canada (– 66 kg)
- – 1995 Chiba, Japan (– 66 kg)

### Pan-Amerikaanse Spelen
- – 1991 Havana, Cuba (– 66 kg)
- – 1995 Mar del Plata, Argentinië (– 66 kg)

1992: Odalis Revé ·
1996: Cho Min-sun ·
2000: Sibelis Veranes ·
2004: Masae Ueno ·
2008: Masae Ueno ·
2012: Lucie Décosse ·
2016: Haruka Tachimoto · 
2020: Chizuru Arai · 
2024: Barbara Matić